# Поста (Марамуреш)
Поста (рум. Posta) насеље је у Румунији у округу Марамуреш у општини Реметеа Киоарулуј. Oпштина се налази на надморској висини од 265 m.

## Становништво
Према подацима из 2002. године у насељу је живело 427 становника, од којих су сви румунске националности.